# Beneden Merwede

Beneden Merwede (nizozemska izgovorjava: [bəˌneːdəˈmɛrʋeːdə]) (Spodnji Merwede) je del reke na Nizozemskem, ki jo večinoma napaja reka Ren. Začne se kot nadaljevanje Boven Merwede po odcepu ladijskega kanala Novi Merwede. Teče od Hardinxveld-Giessendama do Dordrechta, kjer se razcepi na reki Noord in Stari Meus. Njegova dolžina je 14,8 km. Reka je del glavne ladijske poti med pristaniščem Rotterdam in industrijsko regijo Porurje v Nemčiji.
Reko prečkata železniški in cestni most na relaciji med železniškima postajama Dordrecht Stadspolders in Hardinxveld-Giessendam na progi Dordrecht-Gorinchem.